# 转龙镇 (金堂县)
转龙镇，是中华人民共和国四川省成都市金堂縣下辖的一个乡镇级行政单位。2019年12月，撤销隆盛镇，将其所属行政区域划归转龙镇管辖。

## 行政区划
转龙镇下辖以下地区：
桂龙社区、龙堰村、龙灯桥村、桑园村、红豆村、大桥村、神仙桥村和仁和村。